# Bandu Patil
Bandu Patil (n. 1 ianuarie 1936 – d. 23 august 1988, Belgaum, Karnataka, India) a fost un jucător de hochei pe iarbă ce a reprezentat India, medaliat olimpic. A participat la o ediție a Jocurilor Olimpice (1964) în care a câștigat o medalie de aur.